# 战利品章
战利品章（阿拉伯语：‎，羅馬化：al-ʾanfāl），音译安法勒章，是古兰经的第8章（苏拉），共75节。该章属于麦地那篇章，启示于巴德尔之役之后，也是在麦地那的首次启示。战利品章与其后的忏悔章之间没有用太斯米隔开，这样的处理在古兰经中仅此一例。
战利品章描述了穆斯林与麦加古莱什反对者之间的巴德尔之役，该章名称也源于其中提到的战利品分配问题，